# (15883) 1997 CR29
(15883) 1997 CR29 é um objeto transnetuniano classificado como cubewano. Foi descoberto em 3 de fevereiro de 1997 por Chad Trujillo, Jun Chen, David C. Jewitt no Observatório Mauna Kea.
(15883) 1997 CR29 possui um semieixo maior de 46,955 UA e um período orbital de 321,75
anos. Atualmente está a 44,5 UA do Sol. Assumindo um albedo de 0,09, sua magnitude absoluta de 7,2 dá um diâmetro estimado de 160 km.